# Affinity

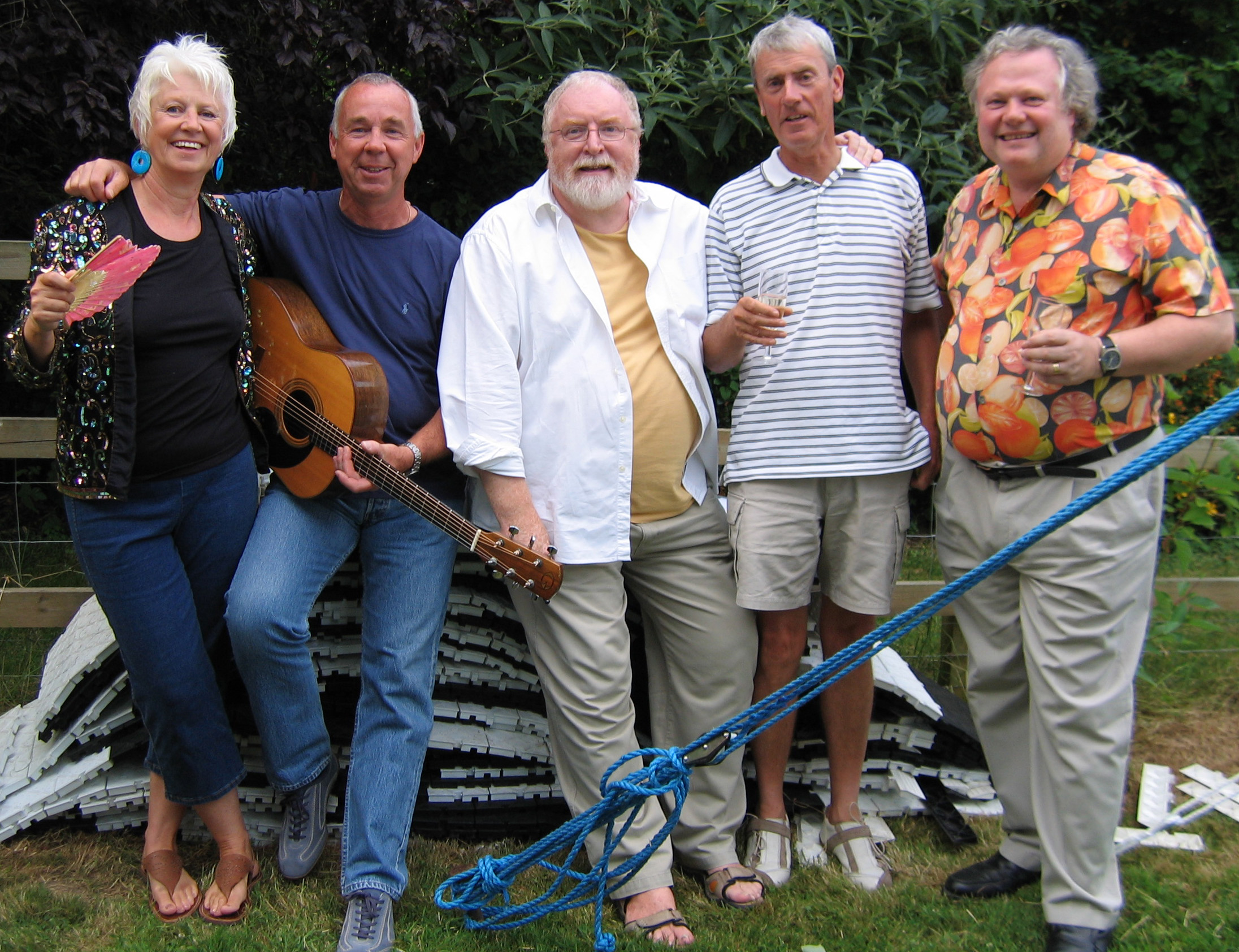
Mitglieder von Affinity bei einer privaten Feier 2006 (v. l. n. r.): Linda Hoyle, Mike Jopp, Mo Foster, Grant Serpell, und Geoff Castle

Affinity war eine britische Jazzrock-Band, die von 1968 bis 1971 aktiv war.

## Geschichte
1968 wurde Affinity von Lynton Naiff (Keyboards), Grant Serpell (Schlagzeug) und Mo Foster (Bass) gegründet, die bereits als Studenten seit 1965 in verschiedenen Bands zusammen Musik gemacht hatten. Als Gitarristen gewannen sie Mike Jopp, Sängerin der Gruppe wurde Linda Hoyle. Den Bandnamen wählten sie in Anlehnung an das gleichnamige Album von Oscar Peterson.
Ihre ersten Auftritte hatten sie im Oktober 1968. Ronnie Scott übernahm ihr Management und verschaffte ihnen einen Plattenvertrag bei Vertigo Records. 1970 erschien ihr Album Affinity, das gute Kritiken erhielt. Bevor sie ihr zweites Album in Angriff nehmen konnten, verließ Hoyle die Gruppe Anfang 1971.
Mitte 1971 gab es einen neuen Anlauf mit Vivienne McAuliffe als Sängerin und Dave Watts als Keyboarder – Naiff hatte sich inzwischen anderweitig orientiert. Es kam jedoch zur endgültigen Auflösung, als Jopp, Foster und Serpell von Mike d’Abo als Begleitmusiker für dessen Amerikatour verpflichtet wurden.

## Diskografie
Studioalbum
- 1970: Affinity (Vertigo)

Weitere Veröffentlichungen
- 2003: Live Instrumentals 1969 (Angel Air)
- 2003: 1971-1972 (Angel Air)
- 2004: Origins 1965-67 (Angel Air)[2]
- 2006: Affinity Ultimate Collection (5-CD-Box, AMR Archive, Japan)
- 2007: Origins: The Baskervilles 1965 (Angel Air)